# Kormorán novozélandský
Kormorán novozélandský (Phalacrocorax punctatus) je středně velký kormorán, která se endemicky vyskytuje na Novém Zélandu, kde je široce rozšířen hlavně podél pobřeží Jižního ostrova. Na Severním ostrově se nachází méně početné, kapsovité populace. Jedná se o typického zástupce kormoránovitých ptáků s úzkým tělem a šedo-černo-bílými vzory opeření. U hnízdících jedinců je výrazná dvojitá chocholka a modrozelená kůže na tvářích. Délka těla dosahuje 64–74 cm a váha se pohybuje kolem 0,7–1,2 kg. 
Druh hnízdí v koloniích čítajících několik až 700 hnízd. Kormorán novozélandský je monogamní, páření předchází propracované vizuální námluvy. Samice klade kolem 3 vajec. Inkubují oba partneři po dobu kolem 31 dní, k prvnímu letu dochází ve stáří kolem 62 dní. Dospělci se krmí menšími rybkami a desetiramenatci. Celkovou populaci druhu nic neohrožuje, avšak místní populace mohou být ohroženy rušivými jevy spojeným s lidskou aktivitou na moři nebo zamotáním se do rybářského náčiní. 

## Systematika

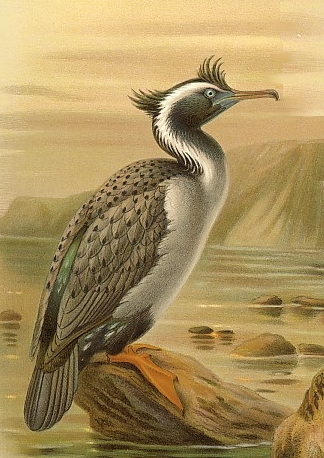
Kormorán novozélandský (John Gerrard Keulemans, 1888)

První exemplář druhu pro vědecké účely byl odchycen během druhé plavby Jamese Cooka (1772–1775). Při proplouvání zátokou Endeavour (tehdy nazývanou West Bay) se Cookův dvorní přírodovědec Johann Forster a důstojník Tobias Furneaux vydali na loveckou výpravu, při níž zastřelili i několik kormoránů novozélandských. Dalšího dne ráno Georg Forster pořídil první kresbu druhu. K formálnímu popisu však došlo až v roce 1786, kdy švédský přírodovědec Anders Sparrman druh pojmenoval Pelicanus punctatus. Kormorán novozélandský od té doby prošel bohatou taxonomickou historií, kdy byl (podobně jako další kormoráni) přeřazován mezi různými rody včetně dnes stále používaného rodu Leucocarbo. Jednu dobu byl dokonce řazen do samostatného rodu Stictocarbo (Bonaparte, 1855).
Vnější taxonomické zařazení kormorána novozélandského zatím ustálila rozsáhlá molekulární studie kormoránovitých z roku 2014, podle které kormorán novozélandský patří po bok starosvětských kormoránů. Jeho nejbližším příbuzným je kormorán žlutonohý (Phalacrocorax featherstoni) z Chathamských ostrovů. To je poměrně nezvyklé, protože ostatní endemické druhy kormoránů Nového Zélandu a jeho přilehlých ostrovů náleží do rodu Leucocarbo. Co se týče vnitřní systematiky, kormorán novozélandský se dějí do dvou poddruhů:
- P. p. punctatus (Sparrman, 1786) – rozšířen podél pobřeží Severního ostrova a severovýchodního pobřeží Jižního ostrova;
- P. p. oliveri Mathews, 1930 – jihozápad Jižního ostrova a Stewartův ostrov.

Studie z roku 2019 však takového rozdělení odmítla s tím, že mezi těmito populacemi není podstatný genetický nebo morfologický rozdíl. Autoři navrhli, aby populace ze Severního ostrova nicméně byla nově považována za evolučně významnou jednotku (ESU) nebo podobnou entitu, což by mohlo napomoci k lepšímu ochranářskému managementu severní populace a zvrácení její klesají početnosti.
Maorské jméno druhu zní pārekareka / parekareka. Co se týče vědeckého jména, phalacrocorax je latinský výraz pro kormorána. Druhové jméno punctatus znamená v moderní latině „tečkovaný“.

## Popis
Jedná se o středně velkého kormorána s velmi štíhlým tělem, dlouhým zobákem a krkem a dlouhými úzkými křídly. Zobák je tenký a útlý, horní čelist je zakončena dolů směřujícím háčkem, který přečnívá za dolní čelist. Délka těla dosahuje 64–74 cm, rozpětí křídel je kolem 91–99 cm a váha se pohybuje mezi 0,7–1,2 kg. Pohlavní dimorfismus je nevýrazný. Opeření druhu je sezónně proměnlivé.
Svrchní strana těla je převážně tmavě šedá až nahnědlá, spodní strana krku a hruď jsou šedé. Dospělcům se na jednotlivých perech na křídlech a na zádech utváří černé skvrnky. Horní strana krku, šíje, břicho, kostřec, stehna a ocas jsou černé. Výrazný je bílý podélný pruh, který vede z oblasti nad očima směrem dolů po stranách krku a pokračuje po stranách hrudi. Těsně kolem toho pruhu na krku jsou na černém opeření nepravidelné bílé podélné proužky, které jsou přítomny i na černým stehnech. V přední a zadní části střední části hlavy se nachází nápadná černá, mírně dopředu stočená chocholka. Na tvářích je patrná zelenomodrá kůže. Kormoráni prostého (jarního) šatu postrádají chocholku a kůže na tvářích je žlutá a spodina je světlejší než v hnízdním šatu. Zobák je hnědý, hřeben horní čelisti je tmavý, báze spodní čelisti má příčný krémový pásek. Nohy jsou žlutooranžové. Duhovky jsou tmavě hnědé.
Nedospělí jedinci mají podobné vzory jako dospělci, avšak celkově jsou o poznání bledších, fádnějších odstínů a jejich šatu chybí výrazný bílý pruh táhnoucí se po stranách krku.

## Rozšíření a početnost

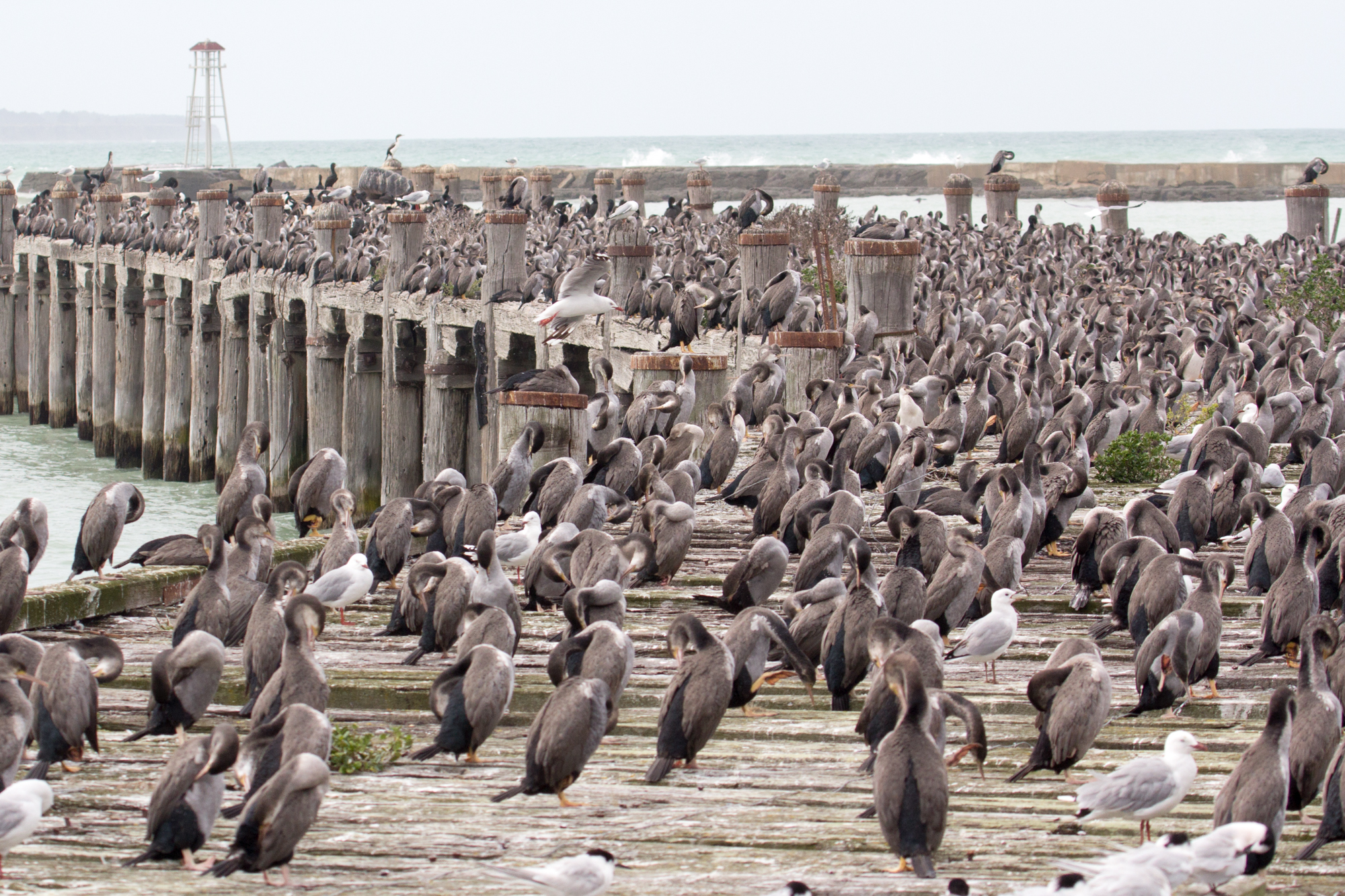
Masivní hejno v Oamaru

Kormorán novozélandský je novozélandský endemit. Těžiště výskytu druhu je na Jižním ostrově kolem Banksova poloostrova, otagského pobřeží a v Marlborough Sounds. Poměrně vysoké stavy se však vyskytují i podél západního pobřeží Jižního ostrova vyjma Fiordlandu a kolem Stewartova ostrova. Na Severním ostrově jsou populace kormoránu více lokalizované a méně početné. Vyskytují se hlavně v zálivu Hauraki, na pobřeží Kapiti, v Hawke's Bay a ve Wellingtonském zálivu. Může se vyskytovat do 16 km od pobřeží.
Přesnější údaje o početnosti druhu chybí. Důvodem je hlavně to, že kormoráni novozélandští hnízdí na velmi těžko přístupných místech, která navíc často střídají. V roce 2015 se hnízdní populace hrubě odhadovala a 10–50 tisíc párů.

## Biologie a chování
Během krmení na moři nebo při hřadování na skalních výběžcích v době mimo hnízdní období se může sdružovat do masivních hejn až o 2000 jedincích. Na moři jsou tiší, avšak samci při hřadování nebo v době námluv v koloniích vokalizují nízko položeným skřekem.

### Hnízdění

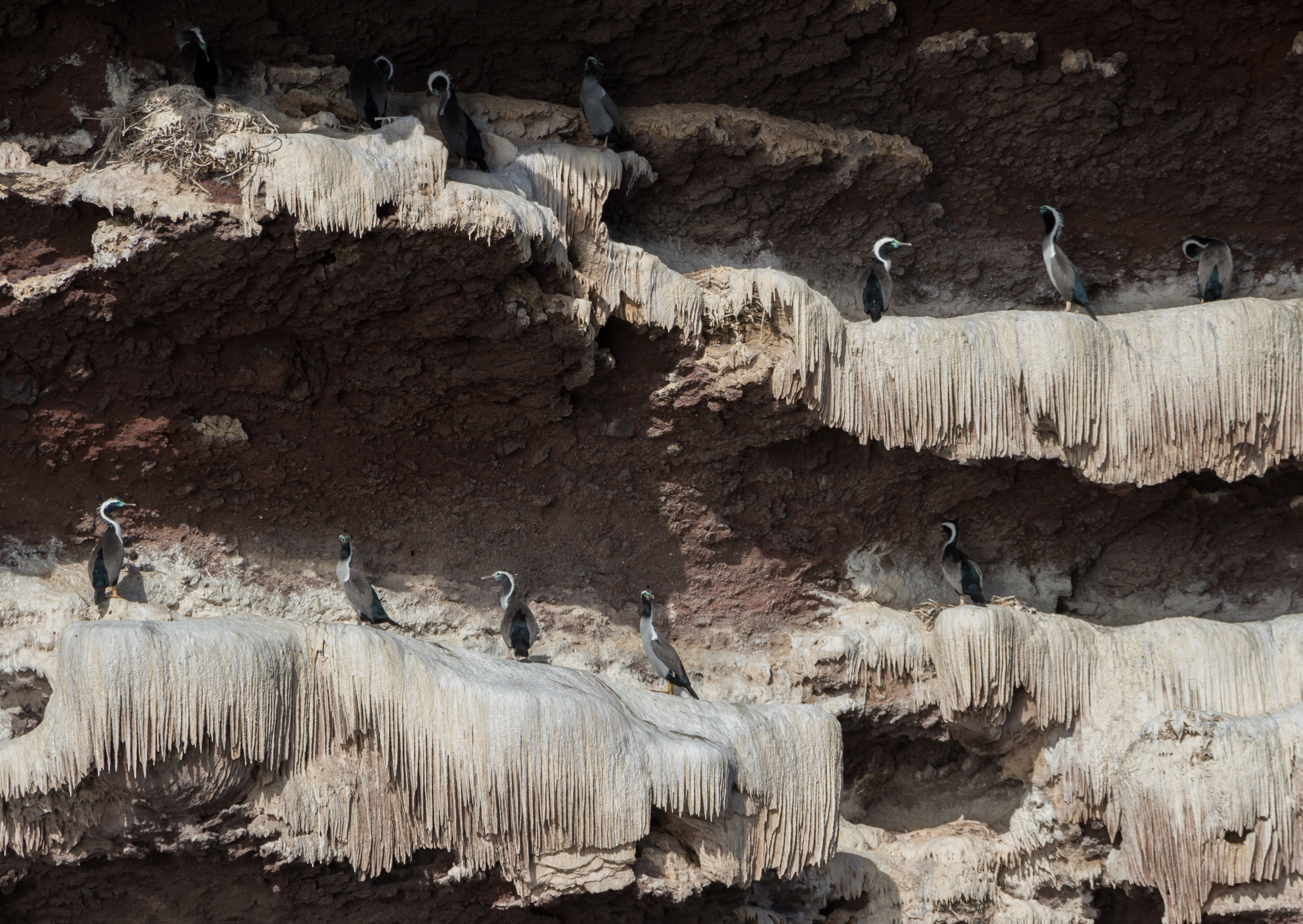
Kolonie v Lytteltonském zálivu

Jedná se o monogamní druh. Může zahnízdit po celý rok. Místní populace dosahují vrcholu hnízdních aktivit v různých měsících v závislosti na dostupnosti potravy. Např. populace z Otaga a Banksova poloostrova nejčastěji hnízdí od září do listopadu, zatímco populace z Punakaiki zahnizďuje nejčastěji v březnu–dubnu, nebo v srpnu–říjnu. Hnízdí v koloniích. Ty mívají od několika do 700 hnízd. Typicky hnízdí dále od ostatních druhů kormoránů. Kolonie bývají umístěny v těsné blízkosti moře na skalnatých výběžcích a římsách. Zatímco hnízdící páry jsou soustředěny ve středu kolonie, při jejích okrajích se sdružují kormoráni, kteří ten rok nezahnízdili.
Formování páru probíhá skrze poměrně propracované námluvy. Samci lákají samice pomocí zvedání částečně stažených křídel, s nimiž třepetají rychlostí kolem 4 mávnutí za vteřinu. Při tomto vizuálním pózování je hlava zakloněna na záda a zobák směřuje vzhůru. K dalším typům námluvního chování patří pomalé kývavé ukazování, při kterém kormorán zakloní nataženou hlavu až k ocasu, načež ji pomalu natáhne před sebe, a celý proce opakuje. Kormoráni též s oblibou uklání svou hlavu tak, že celý krk stočí směrem dopředu, takže zobákem ukazují na hruď. Vítací rituál páru zahrnuje pomalý pohyb hlavou nahoru a dolů s nataženým zobákem, nebo pomocí napřímení těla s viditelně pulsující hrudí. Před vzlétnutím z hnízda se kormorán nejdříve natočí směrem k hnízdu, natáhne krk nahoru a zobák a tělo předkloní jemně dopředu směrem zamýšleného vzletu, načež roztáhne křídla a s pomocí mocného, avšak tichého výskoku skočí ze skály.

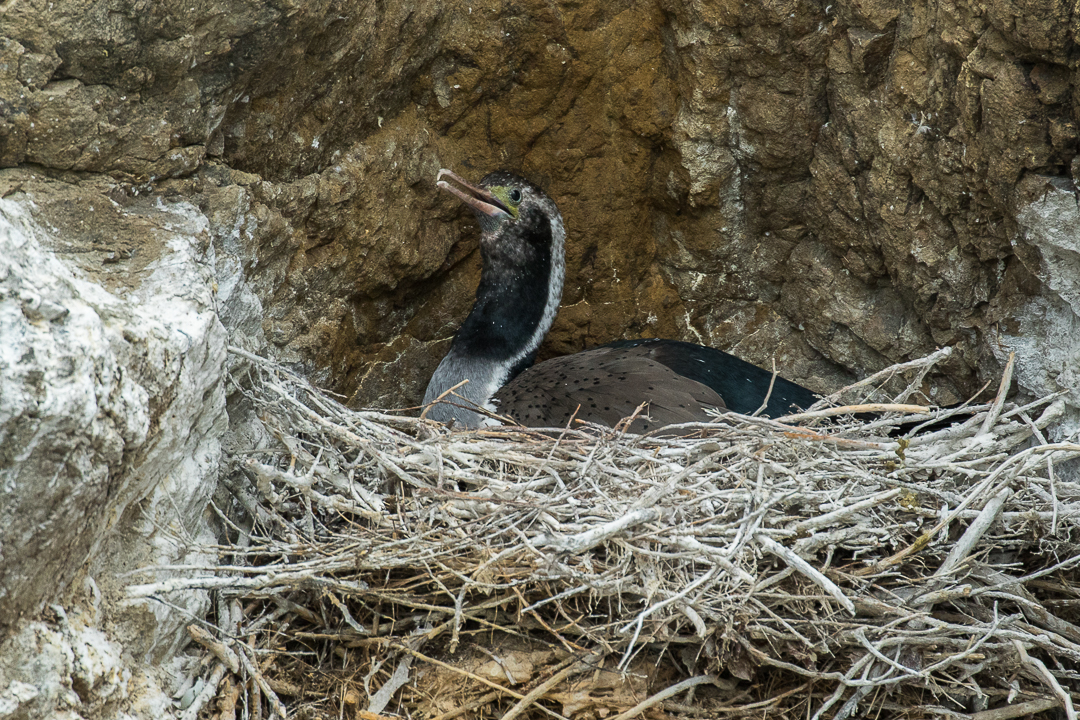
Kormorán na hnízdě

Lokalitu pro zahnízdění vybírá samec, avšak na stavbě hnízda se podílejí oba partneři. Kopulace probíhá během stavění hnízda. Hnízdo si staví z mořských řas, trav a kosmatcovitých rostlin. Jeho vnější průměr je 60–80 cm, vnitřní důlek ke kladení vajec je 20–40 cm široký. Hloubka hnízda se pohybuje kolem 5–16 cm. Samice klade 1–4, nejčastěji 3 světle bílí vejce ve dvoudenních intervalech. Vejce mívá rozměr 58×36 mm a váží 42 g. Inkubují oba partneři po dobu kolem 31 dní. Ptáčata při narození váží kolem 40 g. Jsou tmavě šedá, oči se jim otevírají 2 dny po vyklubání. Ve 4–5 dnech se začnou opeřovat šedým prachem. Křídelní letky a krovky se začínají objevovat koncem 2. týdne, kolem věku 4 týdnů jsou již dobře vyvinuty. Ptáčata krmí oba rodiče zhruba 4× denně po dobu kolem 30 dní. Ptáčata jsou krmena regurgitací (zpětným vyvržením) potravy, během kterého hlava ptáčete na 10–30 vteřin zcela zmizí v krku dospělce. K prvnímu letu dochází ve věku kolem 62 dní. Kormorán novozélandský se může dožít až 10 let. Po skončení hnízdění se dospělci rozletí po okolí, kde se na zimu sdružují do hejn o desítkách až stovkách jedinců.

### Potrava

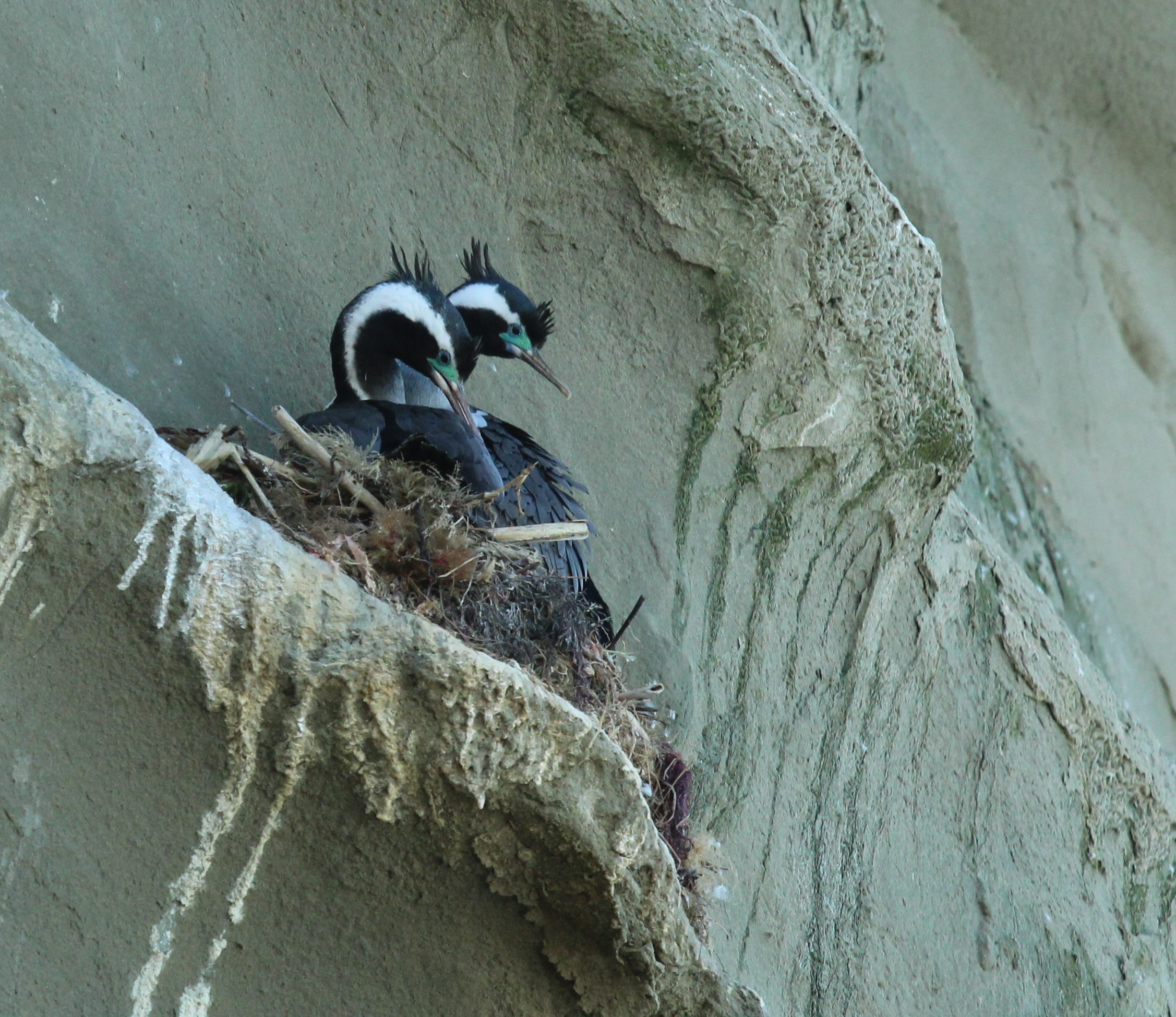
Hnízdící pár na skalní římse

Živí se především menšími rybkami do 15 cm a mořskými bezobratlými včetně desetiramenatců a planktonu. K požíraným rybám patří hlavně morida skvrnitá (Auchenoceros punctatus), morida červenavá (Pseudophycis bachus), hlavačky rodu Gobiomorphus nebo šproty. Krmí se jednotlivě nebo ve skupině do 16 km od pobřeží. Loví primárně v hlubokých, avšak může se po potravě shánět i v mělkých zátokách a zálivech. Pro potravu se potápí na dobu kolem 30 vteřin, avšak může se potopit i na 70 vteřin. Mezi jednotlivými ponory typicky odpočívá 10–15 vteřin. Ponoru předchází menší povyskočení vpřed.
Kormoráni novozélandští mají v žaludcích malé kamínky, jejichž funkce zůstává nejednoznačná. Může se jednat o jakousi formu zátěže pro lepší potápění, pomoc při rozmělňování potravy či způsob vytvoření nehostinného prostředí proti střevním parazitům. V době hřadování kormoráni tyto kamínky často vyvrhují.

## Ohrožení

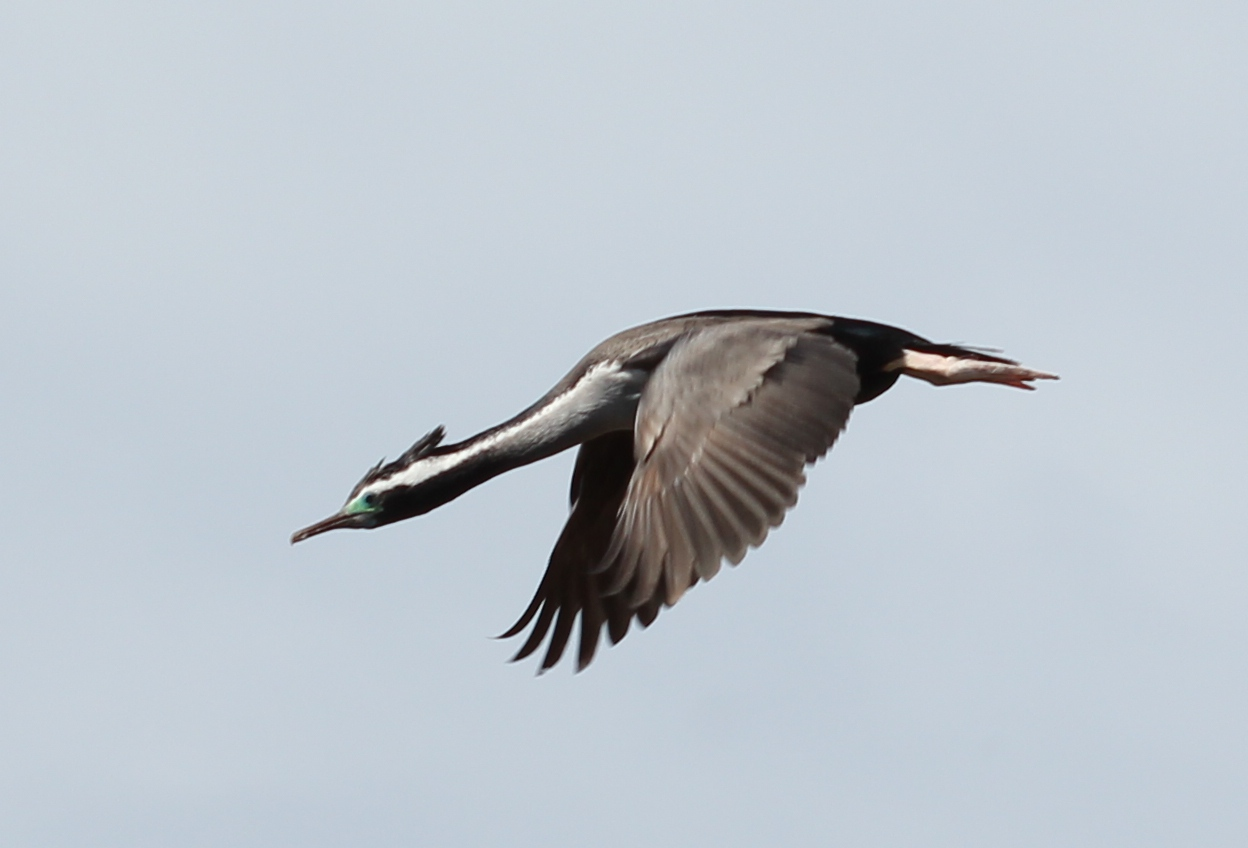
Letící jedinec ve svatebním šatu

Mezinárodní svaz ochrany přírody hodnotí kormorána novozélandského jako málo dotčený taxon i přesto, že populační trend je neznámý. Podle lokálních dat se nicméně zdá, že populace ze Severního ostrova klesá, zatímco stavy kormoránu na Jižním ostrově jsou stabilní nebo dokonce stoupají. Je možné, že stoupající trend v některých oblastech jako je Banksův poloostrov jsou následkem nižších lidských rybolovných aktivit.
V prvních třech desetiletích 20. století byl druh hojně loven, což byl patrně hlavní důvod pro vymizení některých kolonií ze Severního ostrova (konkrétně z Bay of Islands nebo Cape Kidnappers). Hnízda kolem Ashburtonu byla v minulosti systematicky ničena poté, co v 70. letech 20. století v oblasti narostl počet rybářských chatek. Občas se kormoráni novozélandští zamotají do rybářských sítí a utopí se. V zálivu Hauraki dochází k rušení kolonií kormoránů rekreačními a rybářskými loděmi.